# Astronesthes dupliglandis
Astronesthes dupliglandis is een  straalvinnige vissensoort uit de familie van Stomiidae. De wetenschappelijke naam van de soort is voor het eerst geldig gepubliceerd in 1997 door Parin & Borodulina.